# Jardines Elk Rock del Obispado
Los Jardines Elk Rock del Obispado (en inglés : Elk Rock Gardens of the Bishop's Close) es un jardín botánico de  13 acres (5.3 hectáreas) de extensión, ubicado sobre el río Willamette en Dunthorpe (Oregón), Estados Unidos. Peter Kerr comenzó los jardines en 1916 que pasó a propiedad de la Diócesis Episcopal de Oregón después de su muerte en 1957. La finca incluye una « manor house » casa solariega y otras estructuras, y se encuentra abierta al público.

## Localización
Elk Rock Gardens of the Bishop's Close Dunthorpe (Oregón), United States-Estados Unidos.45°26′23.17″N 122°39′5.13″O / 45.4397694, -122.6514250

## Historia
Kerr se trasladó a Portland desde Escocia en 1888 y comenzó un negocio del grano. Kerr, su hermano y un socio comercial compraron tierra en la ladera a inicio de la década de 1890. Construyeron una casa de campo en el sitio y vivieron allí los tres, hasta que los otros dos hombres se casaron y se trasladaron a otra parte. Kerr, el único inquilino restante, se casó con Laurie King en 1905. Vivieron en la casa de campo hasta 1916, cuando una nueva casa que se asemejaba a un señorío escocés fue terminada en el sitio. John Olmsted de los « Olmsted Brothers landscape architects » (hermanos Olmsted arquitectos de paisaje), situó la casa de tal modo que tuviera la mejor vista al Mount Hood. Después de que las construcciones del señorío hubieran concluido, Kerr, alentado por su esposa, comenzó los trabajos para acondicionar un gran jardín.

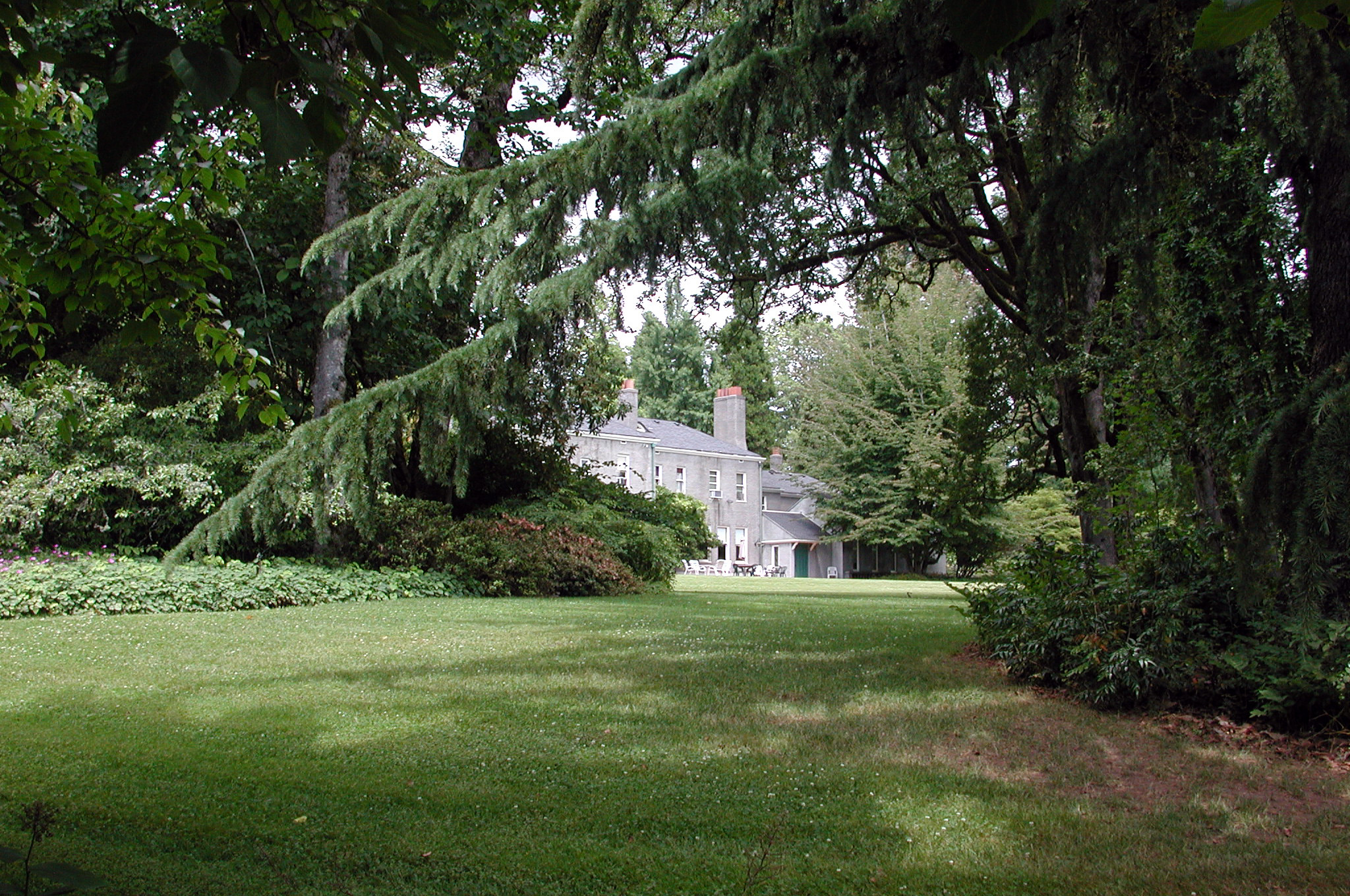
La casa solariega desde el sureste

Cuando Kerr murió en 1957, sus hijas, Anne McDonald y Jane Platt, donaron la finca y una correspondiente dotación para su mantenimiento a la Diócesis Episcopal de Oregón a condición de que el jardín esté abierto a los visitantes. La diócesis le dio a los jardines el nombre de "Elk Rock Gardens of the Bishop's Close". Donde el nombre "Elk Rock" deriva de finales del siglo XIX dado a los acantilados junto al río. El "Close" que forma parte del nombre deriva de un uso antiguo por parte de los británicos de esta palabra con el significado de "un área cerrada alrededor de una iglesia u otros espacios sagrados". La fundación « Elk Rock Garden Foundation » y la asociación de amigos del jardín « Friends of Elk Rock Garden » fueron creadas en 1994 para proteger y mantener el jardín.
En tierras próximas al sur, la ciudad de Portland administra alrededor 3.3 acres (1.3 ha) donados por la familia de Kerr en 1955 para un parque público. La propiedad de Peter Kerr, incluye un hábitat natural y parte de un túnel de ferrocarril de 1,200 pies (370 m) a través de Elk Rock. El trolebús Willamette Shore Trolley usa el túnel para las excursiones de turistas entre Portland y el Lago Oswego. A través del río desde la finca al parque se encuentra  Elk Rock Island, la cual es accesible desde "Spring Park" en Milwaukie en el lado este del río.

## Colecciones
Actualmente el jardín alberga Magnolias y otros árboles tanto nativos como foráneos, además de numerosas especies de arbustos y plantas de porte herbáceo. Dunthorpe es una comunidad no icorporada en el lado occidental de la zona sur de Portland junto al Willamette y el norte del Lake Oswego a lo largo de la carretera Oregon Route 43.